# Opius noonadanus
Opius noonadanus är en stekelart som beskrevs av Fischer 1966. Opius noonadanus ingår i släktet Opius och familjen bracksteklar. Inga underarter finns listade i Catalogue of Life.